# Never
NeVeR – polska grupa wykonująca technical death metal, uformowana przez Sebastiana Synowca w 1997 w Sosnowcu.

## Muzycy
Opracowano na podstawie materiału źródłowego.
Ostatni skład zespołu
- Sebastian „Seba” Synowiec – gitara, śpiew (1997–2006, 2006–2013)
- Jarosław „Jar Jar” Pietrzyk – gitara basowa (1999–2006, 2006–2013)
- Jacek Hiro – gitara (2007–2013)
- Jakub „Cloud” Chmura – perkusja (2006–2013)

Byli członkowie zespołu
- Anna „Chimera” Dziób – śpiew (2006)
- Leszek „Pepan” Szewczuwianiec – perkusja (1997–2006)
- Roman „Romex” Leszczyński – gitara (1997–2005)
- Andrzej Podsiadło – gitara (2005–2006)
- Przemek – gitara basowa (1998)
- Piotr Wawrzyniak – gitara basowa (1998–1999)

## Dyskografia
- Monument (2000, KOCH Internetional Polska)
- Mind Regress (2002, NeVeR Management, dystrybucja: Metal Mind Productions)
- Back to the Front (2009, Japonia – Spiritual Beast, 2010 Kick The Chain Productions, dystrybucja: EMI Music Polska)